# Karl Wendlinger
Karl Wendlinger (ur. 20 grudnia 1968 w Kufstein) – austriacki kierowca Formuły 3 oraz Formuły 1.

## Kariera
W 1990 roku wygrał cykl wyścigów. W 1991 roku zadebiutował w Grand Prix Japonii na torze Suzuka International Racing Course w barwach teamu Leyton House. Wystartował z 22 pozycji. Spowodował kolizję w której udział brali JJ Lehto, Andrea de Cesaris i Emanuele Pirro. W kolejnym swoim wyścigu na torze Adelaide zajął 20 miejsce (2 okrążenia za zwycięzcą, Ayrtonem Senną). W 1993 roku trafił do zespołu Sauber Mercedes. W 1994 roku podczas treningu przed Grand Prix Monako miał wypadek na skutek którego zapadł w śpiączkę na 19 dni. Zastąpił go Jean-Christophe Boullion. W całej swojej karierze w Formule 1 zdobył 14 punktów w 41 startach.